# 丁德裕
丁德裕，洺州臨洺县（治今河北省永年县）人，北宋时期将领，彰武軍節度丁審琦的儿子。
後周广順元年（951年）以恩蔭任供奉官。北宋建国，历任通事舍人、西上閤門副使。建隆三年（962年）转任東上閤門使。乾德元年（963年），在慕容延釗麾下征討荊南高氏、湖南周保权，以功任引進使。乾德二年（964年），与潘美、尹崇珂攻克郴州，转客省使。
乾德五年（967年）转内客省使。成都平定，反乱连续发生，丁德裕任西川都巡检使与張延通率軍征讨。乱軍首領康祚被擒获，在市中以磔刑处死。一年后，荡平他的党羽。丁德裕与張延通不和，開宝二年（969年）丁德裕告发張延通，張延通被棄市。丁德裕又告发礼部郎中李鉉在酒醉时批判時政。趙匡胤調御史审理，李鉉说丁德裕在蜀地多次以事请求，被他拒絶。趙匡胤譴責李鉉之酒癖，贬他为左赞善大夫。丁德裕出知潞州。
開宝七年（974年）宋朝攻打南唐，派遣丁德裕为常州行营兵馬都監，率吴越軍，与南唐作战。平定常州后，丁德裕任权知州事。转任昇州東南路行营都監，在潤州城下击破敌军五千余人。潤州被攻克，转为常潤等州経略巡检使。太平興国三年（978年），丁德裕恃权傲慢，不体恤兵卒，贪污受贿没有满足，越地之人被他所苦。太平興国四年（979年），被钱弘俶告发，左遷房州刺史。後去世。